# Птолемей XIV
Птолемей XIV Теос Филопатор (на старогръцки: Πτολεμαῖος, Ptolemaĩos; на латински: Ptolemaios XIV Theos Philopator; * 59 пр.н.е.; † 44 пр.н.е.) е цар на Египет от династията на Птолемеите. Управлява през 47 – 44 пр.н.е.

## Произход и управление
Той е син на Птолемей XII и Клеопатра V.
Наследява на трона по-големия си брат Птолемей XIII след неговата смърт на 14 януари 47 пр.н.е. (юлиански) като сърегент на неговата по-голяма сестра Клеопатра VII. Клеопатра го взема със себе си през лятото 46 пр.н.е. при посещението си при Гай Юлий Цезар в Рим. След убийството на Цезар на Мартенските иди 44 пр.н.е. Клеопатра бяга и се връща с брат си обратно в Египет. Скоро след това тя нарежда неговото отстраняване. Тогава тя провъзглася нейния тригодишен син от Цезар, Птолемей XV Цезарион, за нейния нов сърегент.